# Erjon Bogdani
Erjon Bogdani, född den 14 april 1977 i Tirana i Albanien. är en albansk före detta fotbollsspelare som avslutade sin karriär i den italienska klubben AC Siena. Han har tidigare spelat för Albaniens fotbollslandslag.

## Karriär
Bogdani började sin professionella karriär i Partizani i albanska Kategoria e Parë. Han flyttade sen till NK Zagreb.
I januari 2000 flyttade han till Reggina och gjorde debut i Serie A den 6 februari 2000 mot Bologna FC 1909. I Reggina spelade han 68 matcher och gjorde 11 mål. Under säsongen 2003/04 var han utlånad till Salernitana i Serie B i fotboll.
Under sommaren 2005 återvände han till Italiens högsta serie, men nu till AC Siena, som han kom till för en avgift på 3,6 miljoner. I Siena spelade Bogdani i 18 månader, innan AC ChievoVerona värvade honom.
I Chievo gjorde han debut 14 januari 2007 mot Calcio Catania. Han gjorde 5 mål på 19 matcher, men klubben misslyckades med att undvika nedflyttning. Säsongen 2007/2008 lånades han ut till AS Livorno Calcio.
Inför säsongen 2010/2011 skrev Bogdani på för AC Cesena, där han den 11 september gjorde sitt första mål i Cesenas 2-0-seger över AC Milan. I samma match blev han även utsedd till matchens lirare.
I det Albanska landslaget har han spelat 74 matcher och gjort 18 mål.